# Chinesischer Serau

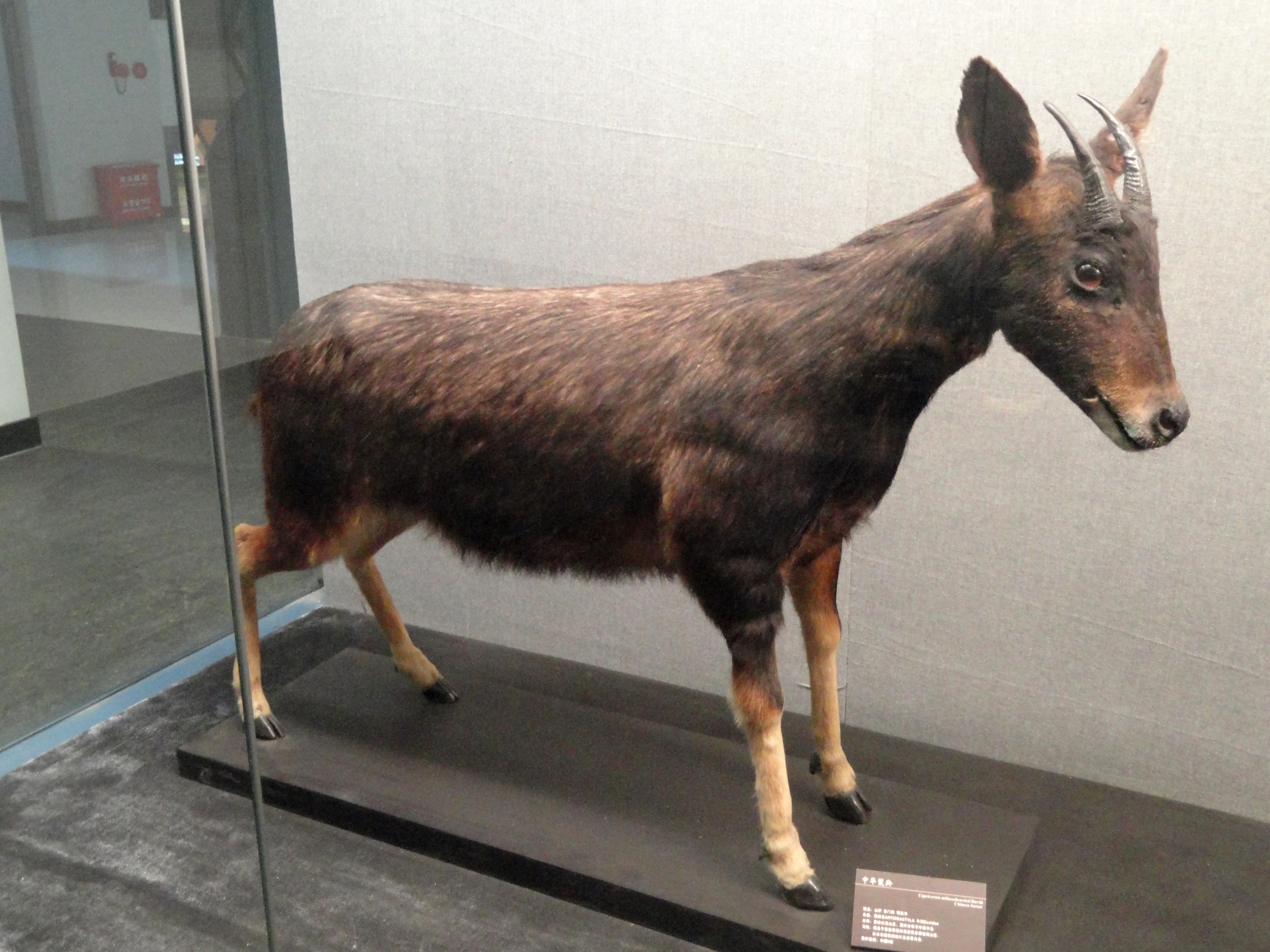
Chinesischer Serau

Der Chinesische Serau (Capricornis sumatraensis milneedwardsii) ist eine mögliche Unterart des Südlichen Serau (Capricornis sumatraensis), einer Paarhuferart aus der Gruppe der Ziegenartigen (Caprinae). Er lebt in Ost- und Südostasien und ist inzwischen als eigenständige Art anerkannt. Früher wurde er zum Festland-Serau gezählt.
Chinesische Seraue erreichen eine Kopf-Rumpf-Länge von bis zu 180 Zentimetern, der Schwanz ist ein kurzer Stummel. Das Gewicht beträgt bis zu 140 Kilogramm. Ihr Fell ist sehr dicht, es ist an der Oberseite schwarzgrau gefärbt, die Unterseite ist heller. Entlang des Nackens und Rückens erstreckt sich eine Mähne. Beide Geschlechter tragen kurze, leicht nach hinten gebogene Hörner, die bis zu 26 Zentimeter lang werden können.
Das Verbreitungsgebiet dieser Tiere umfasst das mittlere und südliche Volksrepublik China, Thailand, Laos, Vietnam, Kambodscha und das südliche Myanmar. Lebensraum dieser Art sind vorwiegend gebirgige Wälder.
Chinesische Seraue sind gemächliche, aber sichere Kletterer, die oft auch Trampelpfade anlegen. Sie begeben sich am frühen Morgen und am späten Nachmittag auf Nahrungssuche, wobei sie meist Gräser und Blätter zu sich nehmen. Sie leben meistens einzelgängerisch, Weibchen und Jungtiere bilden aber manchmal kleine Gruppen.
Zu den Hauptbedrohungen dieser Tiere zählen die Bejagung wegen ihres Fleisches und wegen der vermuteten Heilkraft ihrer Körperteile sowie die Zerstörung ihres Lebensraumes. Die IUCN listet den Chinesischen Serau als gering gefährdet (Near threatened).